# Văcarea, Argeș
Văcarea este un sat în comuna Mihăești din județul Argeș, Muntenia, România.